# Open Your Eyes (chanson d'Alter Bridge)
Pour les articles homonymes, voir Open Your Eyes.
Singles de Alter Bridge
Find the Real
(2005)
Open Your Eyes est le premier single du groupe Alter Bridge sorti en 2004.

## Liste des chansons
| No | Titre                          | Durée |
| -- | ------------------------------ | ----- |
| 1. | Open Your Eyes (version radio) | 4:31  |
| 2. | Open Your Eyes (version album) | 4:58  |
| 3. | Save Me                        | 3:27  |
| 4. | Open Your Eyes (video)         |       |